# 博尔贾洛
博尔贾洛（意大利语：Borgiallo），是意大利皮埃蒙特大区都灵省的一个市镇。人口556(2010年12月31日)。